# بن-صهیون میر های اوزیل

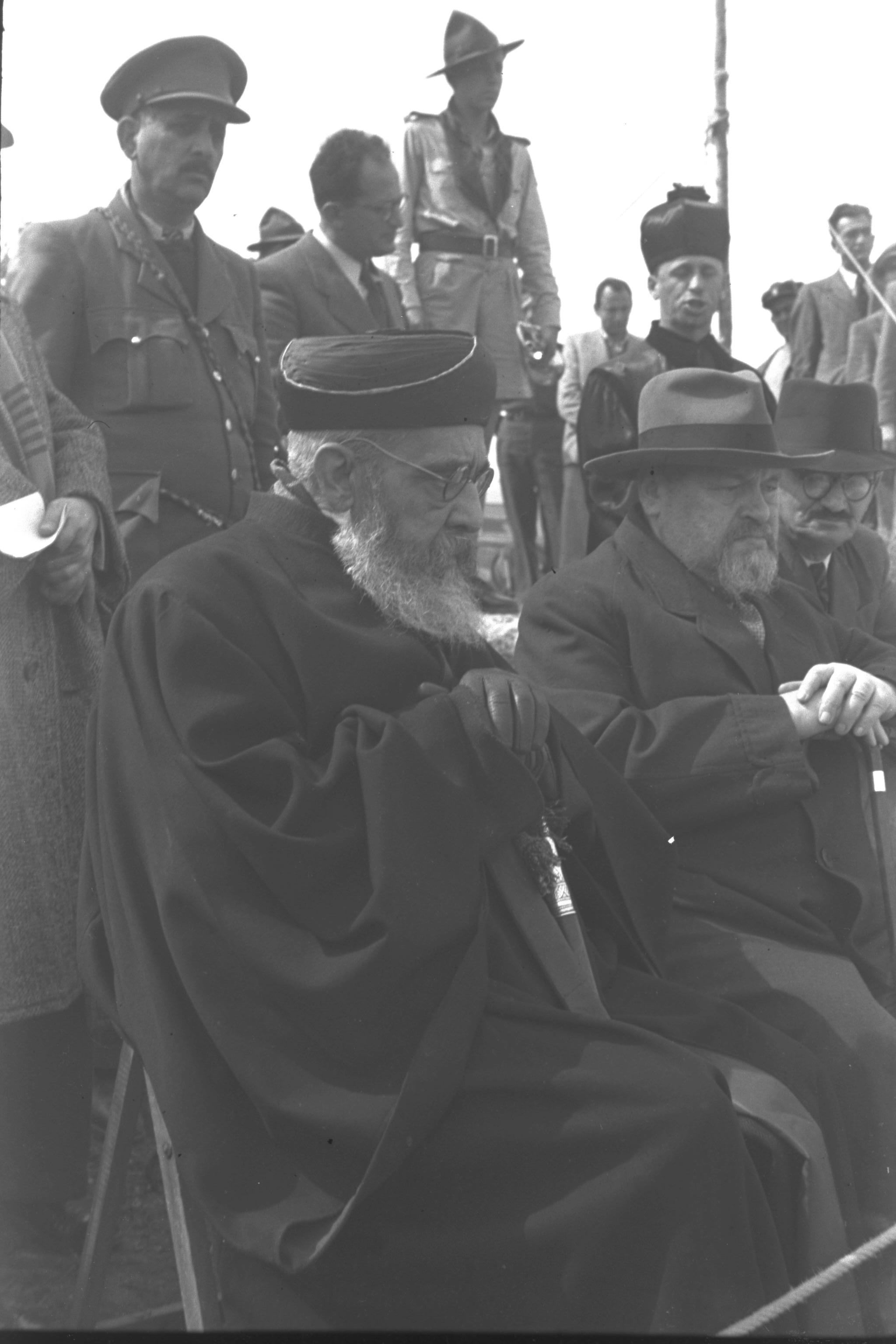
بن-صهیون اوزیل در مراسم یادبود سربازان یهودی کشته‌شده در جنگ جهانی دوم، اورشلیم، ۱۹۴۶.

بن-صهیون میرهای اوزیل (به عبری: בן ציון מאיר חי עוזיאל) (۲۳ می ۱۸۸۰ – ۴ سپتامبر ۱۹۵۳) حاخام اعظم سفاردی در فلسطین از ۱۹۳۹ تا ۱۹۴۸ و در اسرائیل از ۱۹۴۸ تا ۱۹۵۴ بود.

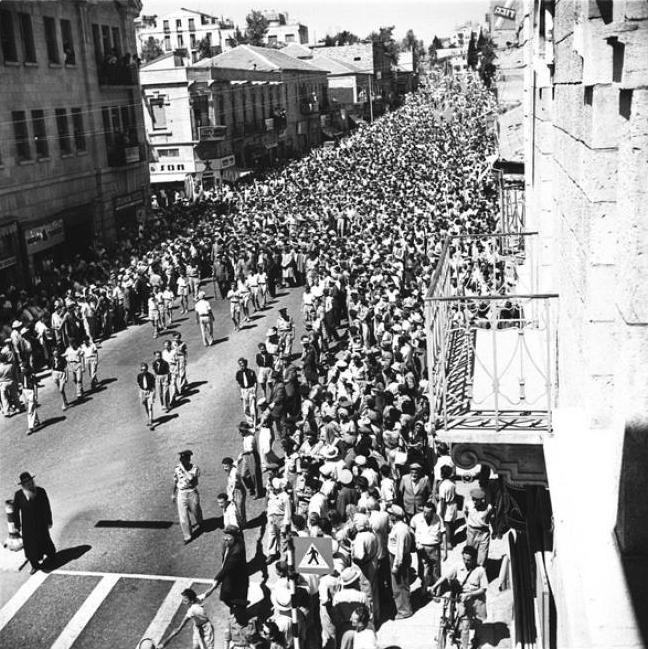
تشییع جنازه بن-صهیون اوزیل در خیابان یافا در مرکز شهر اورشلیم ۱۹۵۳.